# Heather O'Rourke
Heather Michele O'Rourke (San Diego, 27 december 1975 – aldaar, 1 februari 1988) was een Amerikaanse actrice en kindster.

## Biografie
O'Rourke werd ontdekt in 1980, toen ze lunchte in de studio van MGM. Steven Spielberg zag haar en zocht mensen voor zijn aanstaande film Poltergeist.
Deze kwam in 1982 uit. Door O'Rourkes tekst in de film, "They're he-eere!", werd ze meteen opgemerkt. Hierdoor kreeg ze onmiddellijk een rol in de serie Happy Days.
Na een paar gastrollen in series en rollen in de televisiefilms Surviving (1985) en Around the Bend (1986), kwam in 1986 deel twee van Poltergeist, Poltergeist II: The Other Side uit. O'Rourke mocht opnieuw een typerend citaat leveren: "They're back!".
Begin 1987 werd de ziekte van Crohn geconstateerd bij O'Rourke. Ze was destijds het derde deel van de Poltergeist-trilogie aan het opnemen, maar moest onmiddellijk naar het ziekenhuis. Niet veel later leek ze genezen.
Op 1 februari 1988 moest O'Rourke niettemin opnieuw naar het ziekenhuis en bleek een aangeboren darmbelemmering (vernauwing) te hebben. Op twaalfjarige leeftijd overleed ze hieraan.
Aangezien de film Poltergeist III nog niet af was, gebruikten de filmmakers een stunt-double voor de laatste scènes.
Haar laatste rustplaats is aan Westwood Village Memorial Park Cemetery.

## Filmografie
- Poltergeist (1982) - Carol Anne Freeling
- Massarati and the Brain (1982) - Skye Henry (tv-film)
- Surviving (1985) - Sarah Brogan (tv-film)
- Around the Bend (1986) - Dochtertje (tv-film)
- Poltergeist II: The Other Side (1986) - Carol Anne Freeling
- Poltergeist III (1988) - Carol Anne Freeling (postuum release)

### Televisie
Exclusief eenmalige optredens
- Happy Days (1982-1983) - Heather Pfister (12 afl.)
- Webster (1983) - Melanie (3 afl.)
- The New Leave It to Beaver (1986-1987) - Heather (2 afl.)

- Biblioteca Nacional de España: XX1533889
- Bibliothèque nationale de France: cb14212097z (data)
- Gemeinsame Normdatei: 1146794134
- International Standard Name Identifier: 0000 0001 1935 0287
- Library of Congress Control Number: no2006035902
- Nationale Bibliotheek van Polen: a0000001802700
- SNAC: w68s5knp
- Virtual International Authority File: 59295451
- WorldCat: E39PBJxxbxMm8tDmPGYQKfjt8C